# Flavoxato
Flavoxato es un anticolinérgico con efectos antimuscarínicos. Sus propiedades como relajante muscular pueden deberse más bien a una acción directa sobre el músculo liso en vez de actuar como antagonista de los receptores muscarínicos.

## Usos clínicos
El flavoxato se usa para tratar espasmos de la vejiga urinaria. Está disponible bajo el nombre comercial de Urispas (Paladin), Genurin (Recordati, Italia) en Italia y KSA, Uritac por la compañía El Saad en Siria, bajo el nombre de Bladderon Nippon Shinyaku de Japón, o Bladuril (Casasco) en Argentina.
Está indicado para el alivio sintomático de cistitis intersticial, disuria, urgencia, nocturia, dolor suprapúbico, frecuencia e incontinencia cuando pueden ocurrir en la cistitis, prostatitis, uretritis, uretrocistitis/uretrotrigonitis.

## Efectos colaterales
El flavoxato generalmente es bien tolerado, pero puede causar vómito, malestar estomacal, visión borrosa, sequedad bucal o de garganta, dolor de los ojos, y aumentar la sensibilidad de los ojos a la luz.

## Contraindicaciones
Está contraindicado en pacientes que tienen algunas de las siguientes condiciones obstructivas: obstrucción pilórica o duodenal, lesión obstructiva intestinal o ilíaca, acalasia, hemorragia gastrointestinal y uropatías obstructivas del tracto urinario inferior...